# Zhu Ziqing

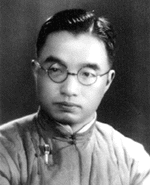
Zhu Ziqing

Zhu Ziqing (chinês: 朱自清, pinyin: Zhū Zìqīng;  (1898 - 1948) (nome verdadeiro: Zhu Zhihua) escritor chinês do período moderno. Ele foi um poeta e autor de histórias curtas como o skyline vista de trás (Beiying) (背影) ou Você, eu (Ni wo) (你我) foi também um grande filólogo chinês. Seu poema mais reconhecido é: Huimie (Destruição).
Ele estudou na Universidade de Pequim e era um professor de literatura chinesa na Universidade de Qinghua, em 1925. 1931 a 1932, estudou Linguística e Literatura no idioma inglês, em Londres.